# ベルナール・ブリエ
ベルナール・ブリエ（Bernard Blier、1916年1月11日 - 1989年3月29日）はアルゼンチン・ブエノスアイレス出身のフランスの俳優。ずんぐりとした体型と禿頭がトレードマークの性格俳優で、悪役や美食家、ブルジョアなどを演じ、シリアスからコメディまでこなした。イタリア映画にも数多く出演している。映画監督で脚本家のベルトラン・ブリエは息子。

## 略歴
フランス人の両親の下、アルゼンチンで生まれ、パリのコンセルヴァトワールで演技を学ぶ。短期間の舞台経験の後、1937年に公開された『Trois, six, neuf』で映画デビューする。
第二次世界大戦に従軍した後、若ハゲの容姿を活かし、様々な主役級の役で有名になる。
1986年のイタリア映画『女たちのテーブル』で、イタリア映画界最高の映画賞であるダヴィッド・ディ・ドナテッロ賞の最優秀助演男優賞を受賞。
1989年3月2日に第14回セザール賞において名誉賞を受賞し、その27日後に癌で死去。
1998年にブリエの肖像が切手に使われることが発表された。

## 私生活
生涯で2度結婚しているが、子供は最初の妻ジゼル・ブルネとの間に生まれた息子ベルトラン・ブリエのみ。

## 主な出演作品
- 北ホテル Hôtel du Nord (1938)
- 犯罪河岸 Quai des Orfèvres (1947)
- 二百萬人還る Retour à la vie (1949)
- 女が事件にからむ時 Quand la femme s'en mêle (1957)
- レ・ミゼラブル Les Misérables (1958)
- 女猫 La Chatte (1958)
- 勝負師 Le Joueur (1958)
- ベラミ2000 Bel Ami 2000 oder Wie verführt man einen Playboy? (1966)
- パリ大混戦 Le Grand Restaurant (1966)
- 異邦人 Lo Straniero (1967)
- 狼どもの報酬 Laisse aller... c'est une valse (1971)
- ジョー Jo (1971)
- 追悼のメロディ Le Corps de Mon Ennemi (1976)
- セリ・ノワール Série noire (1979)
- 戦争の狂人 Scemo di guerra (1985)
- 女たちのテーブル Speriamo che sia femmina (1986)